# 스웨이드 (밴드)
스웨이드(Suede)는 1989년 런던에서 결성된 잉글랜드의 브릿팝 밴드이다. 스웨이드의 데뷔 후 초기 라인업은 브렛 앤더슨(리드 보컬), 버나드 버틀러(기타리스트), 맷 오스먼(베이시스트) 그리고 사이먼 길버트(드러머)로 이루어져 있었다. 1992년, 스웨이드는 "영국에서 가장 새로운 밴드"라 불리며 영국 음악계의 많은 관심을 끌었다. 다음 해인 1993년, 글램 록의 영향을 다분히 받은 그들의 데뷔 앨범인 《Suede》(1993)는 UK 차트의 정상을 차지했으며 10년 동안 가장 빠르게 팔린 데뷔 앨범이 되었다. 또한 같은 해 스웨이드는 머큐리상을 수상했는데 이는 브릿팝 밴드로서의 입지를 공고히 다질 기회가 되었다. 그러나 1994년에 발매된 스웨이드의 두 번째 앨범 《Dog Man Star》는 브릿팝 씬으로부터 멀어진 모습을 보여 주었다. 《Dog Man Star》는 스웨이드의 대표작으로 회자되긴 하지만 그 녹음 과정에는 상당한 어려움이 뒤따랐으며 결국 버나드 버틀러는 브렛 앤더슨과의 불화로 인해 음반이 발매되기 전 밴드에서 탈퇴하고 만다.
1996년, 기타리스트 리차드 오크스와 키보디스트 닐 코들링의 영입과 함께 스웨이드의 3집 《Coming Up》은 엄청난 상업적 성공을 거둔다. 《Coming Up》은 UK 차트 정상을 차지하고 5곡의 탑 텐 싱글을 만들어내면서 스웨이드의 앨범 중 전 세계적으로 가장 높은 판매고를 올린다. 그리고 그 이듬해, 브렛 앤더슨은 헤로인과 코카인의 일종인 크랙에 대한 중독 증세를 보이게 된다. 1999년, 밴드 내부의 여러 문제들에도 불구하고 스웨이드의 네 번째 앨범인 《Head Music》이 발매되었으며 이 또한 UK 차트 1위를 기록한다. 그러나 2002년 발매된 5집 《A New Morning》은 저조한 판매량을 보이며 발매 다음 해 스웨이드는 해체한다.
2010년, 무성한 소문 끝에 스웨이드는 재결합했으며, 다음 해 정규 앨범의 리마스터링 버전이 재발매되었다. 또한 재결합 공연 후 3년 만인 2013년 3월 18일, 스웨이드는 6집 《Bloodsports》를 발매하며 성공적으로 컴백한다.

## 스웨이드의 역사

### 밴드의 결성과 초창기: 1989-1991
브렛 앤더슨과 저스틴 프리시먼은 1989년 유니버시티 칼리지 런던에서 만난 후 곧 연인으로 발전하게 된다. 그 후 둘은 브렛의 친구인 맷 오스먼과 함께 밴드를 결성하기로 결정하고, 비틀즈, 스미스 그리고 데이빗 보위의 곡들을 연주하며 시간을 보낸다. 하지만 브렛도 저스틴도 기타리스트가 될 만한 재목은 아니라는 생각에 그들은 NME지에 구인 광고를 냈다. "런던에서 결성된 밴드에서 젊은 기타리스트 구함. 스미스, 로이드 콜 앤 커머션, 데이빗 보위, 펫 샵 보이즈 관련. 고지식한 음악 마니아는 사절. 실력보다 더 중요하게 따지는 것도 있음. 브렛에게 연락해 주세요." 이 광고는 19살의 버나드 버틀러의 관심을 끌었고, 그는 결국 밴드의 기타리스트가 되기 위해 오디션을 보게 된다. 이후 그들은 밴드명을 스웨이드라 정했고 초기에는 드러머가 없었기에, 드럼 머신을 사용했다. 실질적인 매니저였던 저스틴의 노력에도 불구하고, 스웨이드는 런던의 캠던 타운의 소규모 공연에서만 활동하게 된다.
밴드의 첫 번째 돌파구는 스웨이드가 그들의 두 번째 데모 테이프였던 《Specially Suede》를 라디오 쇼인 데모 클래시에 보냈을 때 찾아왔다. 《Specially Suede》에 수록된 곡 중 하나였던 "Wonderful Sometimes"는 1990년에 다섯 주 내내 데모 클래시에서 1등을 차지했는데, 이는 스웨이드와 인디 레이블인 RML 레코즈와의 계약의 발판이 되었다. 이 곡은 그 해 4월, 스웨이드의 첫 번째 공식적 발매로 회자되는 카세트 컴필레이션 테이프에도 수록된다. 스웨이드는 그 때까지도 불안정한 드럼 머신을 사용하여 공연을 하곤 했는데, 결국 전용 드러머를 구하기로 결정한다. 이 때 저스틴 웰치가 짧은 기간 동안 드러머의 역할을 맡았지만 그는 6주 후 스핏파이어라는 밴드로 떠나버린다. 스웨이드는 드러머를 구하기 위해 다시 광고를 냈는데, 놀랍게도 스미스의 전 드러머인 마이크 조이스가 연락을 해왔다. 하지만 마이크는 스웨이드가 자신들만의 정체성을 찾을 필요가 있다는 것을 이유로 얼마 지나지 않아 밴드를 그만두게 된다. 그는 스미스와 공통점이 많은 밴드에 있으면서, 자신이 도움이 된다기보다는 해만 끼칠 뿐이라는 생각을 했다고 한다. 하지만 마이크는 스웨이드에서 "Be My God"과 "Art"를 녹음할 수 있었으며 이 두 곡은 RML 레코즈에서 싱글로 발매된다. 하지만 스웨이드는 그 결과에 불만족스러워 했으며 결국 500장의 카피 중 대부분이 파기되었다. 1990년 6월, 스웨이드는 그들의 전 매니저인 리키 저바이스를 통해 사이먼 길버트와 접촉한다. 리키와 사이먼은 둘 다 영국 연합 대학에서 일하고 있었는데, 데모를 들은 후 스웨이드에 드러머가 없다는 것을 알게 된 사이먼이 오디션을 보기를 원했고 결국 스웨이드는 사이먼을 전용 드러머로 고용하게 되었다.
한편 1991년 즈음, 브렛과 저스틴은 헤어진다. 저스틴은 블러의 프론트맨인 데이먼 알반과의 연애를 시작하는데, 그녀는 스웨이드가 이를 이해해 줄 것이라고 믿었다. 하지만 밴드 내에서는 점점 긴장이 감돌기 시작했다. 버나드는 회상한다. "저스틴은 리허설에 늦게 나타나서는 할 수 있는 최악의 말을 내뱉었어 ― 지금까지 블러가 비디오 찍는 곳에 가 있었어 ― . 그 때가 정말 끝났을 때라고 할 수 있지. 아마도 저스틴이 그렇게 말한 바로 그 날 브렛이 나한테 전화해서 '저스틴을 내쫓았어.'라고 말했던 것 같은데." 저스틴의 탈퇴 후, 스웨이드의 성격은 바뀌었다. "만약 저스틴이 밴드를 떠나지 않았더라면,"라고 브렛은 말한다. "아마 우리는 아무것도 되지 못했을 거야. 저스틴이 나간 건 개인적인 동기 부여도 됐고 꼬였던 연애사가 정리되기도 했으니까." 브렛과 버나드는 절친한 친구가 되었고 함께 새로운 노래들을 쓰기 시작했다. 하지만 스웨이드의 음악은 당시 유행했던 미국의 그런지 씬 뿐만 아니라 런던의 음악 씬과도 동떨어져 있었다. "1991년 내내, 신인 발굴 팀들은 우리를 거들떠 보지도 않았어."라고 브렛은 말한다.
하지만 1991년 말과 1992년에 걸쳐, 스웨이드는 음악 잡지에서 호평을 받았으며 결국 NME에서 주최된데다 전 스미스의 보컬인 모리세이와 같은 음악계의 거물들이 참석한 쇼에 출연하게 된다. 저스틴의 마지막 공연이었던 1991년 10월 영국 연합 대학에서의 콘서트는 미디어의 주목을 받았다. 처음으로 스웨이드에 대해서 글을 쓰기 시작한 NME지의 존 멀베이도 그 곳에 있었다. "그들은 매력적인데다 공격적이며…정확히 말해 에로티시즘은 아니지만 어쨌든 위험하면서도 우리를 흥분하게 하는 힘을 지니고 있다."라고 그는 말한다.

### 정식 계약과 초기 싱글: 1992
1992년 1월에 있었던 NME 쇼에서 스웨이드의 공연을 본 후, 사울 갤펀은 자신의 인디 레이블인 누드 레코즈와의 계약을 위해 스웨이드 측에 연락을 취했다. 같은 해 2월, 스웨이드는 3,132파운드의 계약금을 받고 누드 레코즈와 두 건의 싱글 계약을 맺는다. 그 후 누드 레코즈의 계약에 이어, 스웨이드와의 장기 계약을 원했던 아일랜드 레코즈와 이스트 웨스트 레코즈가 계약을 제안해오기도 했다. 스웨이드는 "다음의 거물"로 불리며 추앙받았고 첫 번째 싱글이 발매되기도 전인 4월 25일, 멜로디 메이커는 "스웨이드: 영국의 가장 훌륭한 신인 밴드"라는 헤드라인으로 스웨이드를 커버에 실었다.
죽어가던 매드체스터 씬, 그리고 미국의 그런지 씬과 뚜렷한 대조를 보였던 스웨이드의 첫 싱글 "The Drowners"는 크나큰 관심을 얻었다. "The Drowners"는 5월 영국 싱글 차트 49위에 오르며 첫 싱글에 적절한 수준의 히트를 친다. 그 후 게펜 레코드가 스웨이드에 연락을 해왔는데, 게펜 측의 제안이 매우 파격적이었음에도 불구하고(갤펀은 그게 "미친" 수준이었다고 했다) 스웨이드는 다른 레이블의 제안을 검토해보려 했다. 1992년 9월, 스웨이드는 두 번째 싱글인 "Metal Mickey"를 발매하는데, 이는 영국 싱글 차트 17위를 기록했으며 미국 모던 락 탑 텐에서 최고 7위까지 오르기도 했다. "Metal Mickey"의 발매 직후, 스웨이드는 누드 레코즈/ 소니 사와 계약을 맺는다. 갤펀은 스웨이드와 장기 계약을 맺는 것에 대해 확신을 가진 상태였으며 소니와 거래함으로써 누드 레코즈는 거대한 회사의 자본을 등에 업은 작은 인디 레이블이 되는 행운을 누렸다. 또한 이 계약으로 스웨이드는 자신들의 앨범의 아트워크를 자유롭게 선택할 수 있게 되었다.
브렛 앤더슨은 그 다음 해 인터뷰에서의 그 악명 높은 "나는 아직 호모섹슈얼한 경험을 가져본 적이 없는 바이섹슈얼이다"라는 발언 등의 논란을 일으키는 것으로 화제의 인물이 되었다. 1993년 2월, 스웨이드는 세 번째 싱글인 "Animal Nitrate"을 발매했으며 이는 영국 싱글 차트 탑 텐에 진입했다. 이로써 스웨이드는 과대포장된 인디 밴드에서 주요 차트 진입 후보자로 도약하게 된다. 또한 이 세 번째 싱글로 인해 스웨이드는 그 해 브릿 어워드 무대에서 공연할 기회를 막바지에 얻게 된다. 스웨이드의 초기 싱글과 첫 번째 정규 음반은 밴드의 충만한 섹슈얼리티를 드러내며 청중과 평단 모두에게 신선한 충격을 안겨 주었다. 그들의 성적인 가사로 인해 스웨이드는 스미스의 결성과 함께 모여들었다 그들의 해체와 함께 사라졌었던 소외된 사람들을 다시 결집시키는 계기가 되었다. 스웨이드의 사운드는 당시 어떤 밴드와도 유사성이 없었지만, 그들은 주로 데이빗 보위와 비교되었으며 얼마 지나지 않아 평단은 스웨이드를 새로운 방향으로 여기기 시작했다. 브렛은 "나는 항상 도시 교외의 생활 방식에 매혹되곤 했었는데, 그래서인지 작은 영국 마을의 생활에 대한 그런 뒤틀린 말들을 노래 안에 집어넣고 싶었어. 이게 우리가 '브릿팝'이라는 끔찍한 범주 안에 분류되기 전의 이야기지."라고 회상한다.

## 구성원

### 현재 멤버
- 브렛 앤더슨 (1989-2003; 2010-현재) - 리드 보컬, 기타
- 맷 오스먼 (1989-2003; 2010-현재) - 베이스 기타
- 사이먼 길버트 (1991-2003; 2010-현재) - 드럼
- 리차드 오크스 (1994-2003; 2010-현재) - 리드 기타
- 닐 코들링 (1996-2003; 2010-현재) - 키보드, 리듬 기타, 백 보컬

### 이전 멤버
- 저스틴 프리시만 (1989-1991) - 리듬 기타
- 버나드 버틀러 (1989-1994) - 리드 기타, 피아노
- 저스틴 웰치 (1990) - 드럼
- 마이크 조이스 (1990) - 드럼
- 알렉스 리 (2001-2003) - 리듬 기타, 키보드

## 디스코그라피

### 정규 앨범
- 《Suede》(1993.03.29)
- 《Dog Man Star》(1994.10.10)
- 《Coming Up》 (1996.04.08)
- 《Head Music》 (1999.06.01)
- 《A New Morning》 (2002.09.30)
- 《Bloodsports》 (2013.03.18)
- 《Night Thoughts》 (2016.01.22)
- 《The Blue Hour》 (2018)
- 《Autofiction》 (2022)
- 《Antidepressants》 (2025)

### 컴필레이션
- Sci-Fi Lullabies (1997.10.06)
- Singles (2003.09.23)
- The Best of Suede (2010.11.09)

### DVD, 비디오
- Love and Poison (1993)
- Introducing the Band (1997)